# 1. Fußball-Club Saarbrücken 1989-1990
Questa voce raccoglie le informazioni riguardanti il 1. Fußball-Club Saarbrücken nelle competizioni ufficiali della stagione 1989-1990.

## Stagione
Nella stagione 1989-1990 il Saarbrücken, allenato da Klaus Schlappner, concluse il campionato di 2. Bundesliga al 3º posto. In Coppa di Germania il Saarbrücken fu eliminato al secondo turno dal Fortuna Düsseldorf.

## Rosa
| N. |                     | Ruolo | Calciatore         |
| -- | ------------------- | ----- | ------------------ |
|    | Germania (bandiera) | P     | Heinz Böhmann      |
|    | Germania (bandiera) | P     | Stephan Straub     |
|    | Germania (bandiera) | P     | Alfred Wahlen      |
|    | Germania (bandiera) | D     | Bernd Eichmann     |
|    | Polonia (bandiera)  | D     | Wenanty Fuhl       |
|    | Germania (bandiera) | D     | Florian Gothe      |
|    | Germania (bandiera) | D     | Eugen Hach         |
|    | Germania (bandiera) | D     | Matthias Hönerbach |
|    | Bulgaria (bandiera) | D     | Nasko Jelev        |
|    | Germania (bandiera) | D     | Kurt Knoll         |
|    | Germania (bandiera) | D     | Michael Nushöhr    |
|    | Germania (bandiera) | D     | Norbert Schlegel   |

| N. |                     | Ruolo | Calciatore          |
| -- | ------------------- | ----- | ------------------- |
|    | Germania (bandiera) | C     | Reiner Geyer        |
|    | Germania (bandiera) | C     | Frank Kirchhoff     |
|    | Germania (bandiera) | C     | Christiaan Pförtner |
|    | Germania (bandiera) | C     | Bernd Rohrbacher    |
|    | Germania (bandiera) | C     | Ulf Schröder        |
|    | Germania (bandiera) | C     | Adrian Spyrka       |
|    | Germania (bandiera) | C     | Guido Szesni        |
|    | Germania (bandiera) | A     | Thomas Epp          |
|    | Germania (bandiera) | A     | Michael Krätzer     |
|    | Germania (bandiera) | A     | Lutz Schnürer       |
|    | Ghana (bandiera)    | A     | Anthony Yeboah      |

## Organigramma societario
Area tecnica
- Allenatore: Klaus Schlappner
- Allenatore in seconda:
- Preparatore dei portieri:
- Preparatori atletici:

## Calciomercato

### Sessione estiva
| Acquisti | Acquisti            | Acquisti               | Acquisti |
| R.       | Nome                | da                     | Modalità |
| -------- | ------------------- | ---------------------- | -------- |
| A        | Thomas Epp          | Bochum                 |          |
| D        | Matthias Hönerbach  | Colonia                |          |
| C        | Frank Kirchhoff     | Uerdingen 05           |          |
| A        | Michael Krätzer     | Bad Homburg 05         |          |
| C        | Christiaan Pförtner | Fortuna Colonia        |          |
| P        | Stephan Straub      | Saarbrücken (juniores) |          |

| Cessioni | Cessioni               | Cessioni        | Cessioni |
| R.       | Nome                   | a               | Modalità |
| -------- | ---------------------- | --------------- | -------- |
| A        | Manfred Dum            | Friburgo        |          |
| A        | Aleksandar Krstić      | Derry City      |          |
| P        | Armin Reichel          | Wormatia Worms  |          |
| A        | Gernot Ruof            | Hessen Kassel   |          |
| C        | Burkhard Steiner       | Rot-Weiss Essen |          |
| C        | Franz-Josef Steininger | Duisburg        |          |

### Sessione invernale
| Acquisti | Acquisti      | Acquisti   | Acquisti |
| R.       | Nome          | da         | Modalità |
| -------- | ------------- | ---------- | -------- |
| A        | Lutz Schnürer | Hallescher |          |

| Cessioni | Cessioni | Cessioni | Cessioni |
| R.       | Nome     | a        | Modalità |
| -------- | -------- | -------- | -------- |

## Risultati

### 2. Bundesliga

#### Girone di andata
| Arbitro: | Weber |

|            |           |  |
| Yeboah 85’ | Marcatori |  |

| Arbitro: | Fröhlich |

|           |           |            |
| Woelk 32’ | Marcatori | 65’ Yeboah |

| Arbitro: | Strigel |

|                         |           |  |
| Pförtner 26’ Yeboah 72’ | Marcatori |  |

| Arbitro: | Neuner |

|                 |           |                    |
| Anderbrügge 84’ | Marcatori | 19’ Hach 70’ Geyer |

| Arbitro: | Rubel |

|                                      |           |  |
| Pförtner 31’ Knoll 45’, 88’ Fuhl 51’ | Marcatori |  |

| Arbitro: | Mierswa |

|              |           |             |
| Pflügler 76’ | Marcatori | 46’ Krätzer |

| Arbitro: | Heitmann |

|              |           |           |
| Schlegel 45’ | Marcatori | 58’ Adler |

| Arbitro: | Feistner |

|          |           |                                               |
| Janz 56’ | Marcatori | 27’, 90’ (rig.) Schlegel 42’ Gothe 87’ Yeboah |

| Arbitro: | Gangkofer |

|                                                          |           |            |
| Yeboah 19’, 23’, 58’, 84’ Pförtner 45’, 51’ Schlegel 53’ | Marcatori | 89’ Schulz |

| Arbitro: | Löwer |

|            |           |                                |
| Helmig 36’ | Marcatori | 53’ (aut.) Landgraf 73’ Spyrka |

| Arbitro: | Führer |

|  |           |             |
|  | Marcatori | 79’ Pospich |

| Arbitro: | Kraus |

|                           |           |            |
| Zimmermann 27’ Trares 76’ | Marcatori | 90’ Yeboah |

| Kassel 14 ottobre 1989, ore 15:00 CET 13ª giornata | Hessen Kassel | 0 – 0 referto | Saarbrücken | Auestadion (4 000 spett.)\| Arbitro: \| Richmann \| |
| Arbitro:                                           | Richmann      |               |             |                                                     |

| Arbitro: | Schmidhuber |

|                        |           |  |
| Yeboah 7’ Pförtner 18’ | Marcatori |  |

| Arbitro: | Mölm |

|            |           |            |
| Bolzek 53’ | Marcatori | 71’ Spyrka |

| Arbitro: | Prengel |

|                                        |           |  |
| Yeboah 24’ (rig.) Krätzer 36’ Hach 86’ | Marcatori |  |

| Münster 11 novembre 1989, ore 15:00 CET 17ª giornata | Preußen Münster | 0 – 0 referto | Saarbrücken | Preußenstadion (11 000 spett.)\| Arbitro: \| Domberg \| |
| Arbitro:                                             | Domberg         |               |             |                                                         |

| Arbitro: | Föckler |

|              |           |         |
| Pförtner 25’ | Marcatori | 58’ Heß |

| Arbitro: | Harder |

|                         |           |                        |
| Konradi 66’ Dumpert 90’ | Marcatori | 47’ Nushöhr 71’ Yeboah |

#### Girone di ritorno
| Arbitro: | Krug |

|                 |           |  |
| Grillemeier 37’ | Marcatori |  |

| Arbitro: | Mierswa |

|         |           |                  |
| Epp 52’ | Marcatori | 18’, 73’ Tönnies |

| Hannover 9 dicembre 1989, ore 15:00 CET 22ª giornata | Hannover 96 | 0 – 0 referto | Saarbrücken | Niedersachsenstadion (8 800 spett.)\| Arbitro: \| Correll \| |
| Arbitro:                                             | Correll     |               |             |                                                              |

| Arbitro: | Amerell |

|                      |           |  |
| Knoll 73’ Yeboah 85’ | Marcatori |  |

| Arbitro: | Kentsch |

|                             |           |  |
| van der Pütten 7’ Menke 85’ | Marcatori |  |

| Arbitro: | Steinborn |

|                                                           |           |             |
| Epp 10’, 31’ Krätzer 30’, 60’ Yeboah 76’ Stöhr 88’ (aut.) | Marcatori | 74’ Reichel |

| Arbitro: | Rubel |

|  |           |         |
|  | Marcatori | 32’ Epp |

| Arbitro: | Weber |

|                          |           |                          |
| Krätzer 20’ Pförtner 42’ | Marcatori | 59’ Moutas 67’ Schweizer |

| Arbitro: | Birlenbach |

|           |           |           |
| Glöde 10’ | Marcatori | 20’ Knoll |

| Arbitro: | Umbach |

|                          |           |                                       |
| Schlegel 41’ Krätzer 74’ | Marcatori | 45’ (rig.), 90’ Helmig 87’ Regenbogen |

| Braunschweig 7 aprile 1990, ore 15:00 CEST 30ª giornata | Eintracht Braunschweig | 0 – 0 referto | Saarbrücken | Stadion an der Hamburger Straße (5 700 spett.)\| Arbitro: \| Broska \| |
| Arbitro:                                                | Broska                 |               |             |                                                                        |

| Saarbrücken 14 aprile 1990, ore 15:00 CEST 31ª giornata | Saarbrücken | 0 – 0 referto | Alemannia Aquisgrana | Ludwigsparkstadion (4 200 spett.)\| Arbitro: \| Strigel \| |
| Arbitro:                                                | Strigel     |               |                      |                                                            |

| Arbitro: | Führer |

|                                      |           |          |
| Hönerbach 25’ Yeboah 72’ Nushöhr 83’ | Marcatori | 34’ Raab |

| Arbitro: | Albrecht |

|  |           |                         |
|  | Marcatori | 43’ Schlegel 77’ Yeboah |

| Arbitro: | Osmers |

|                        |           |                        |
| Yeboah 22’ Krätzer 69’ | Marcatori | 18’ Bolzek 53’ Brandts |

| Arbitro: | Assenmacher |

|                                             |           |  |
| Halvorsen 3’ Patzke 17’ Klaus 27’ Kruse 75’ | Marcatori |  |

| Arbitro: | Fux |

|          |           |  |
| Hach 84’ | Marcatori |  |

| Darmstadt 13 maggio 1990, ore 15:00 CEST 37ª giornata | Darmstadt | 0 – 0 referto | Saarbrücken | Stadion am Böllenfalltor (6 500 spett.)\| Arbitro: \| Heitmann \| |
| Arbitro:                                              | Heitmann  |               |             |                                                                   |

| Saarbrücken 17 maggio 1990, ore 20:15 CEST 38ª giornata | Saarbrücken | 0 – 0 referto | Bayreuth | Ludwigsparkstadion (20 000 spett.)\| Arbitro: \| Pauly \| |
| Arbitro:                                                | Pauly       |               |          |                                                           |

### Coppa di Germania
| Arbitro: | Prengel |

|                                 |           |                    |
| Hach 69’ Yeboah 77’, 89’ (rig.) | Marcatori | 79’ van der Pütten |

| Arbitro: | Blüthgen |

|                                              |           |  |
| Krümpelmann 6’ Fuchs 33’ Walz 40’ Preetz 59’ | Marcatori |  |

## Statistiche

### Statistiche di squadra
| Competizione      | Punti | In casa | In casa | In casa | In casa | In casa | In casa | In trasferta | In trasferta | In trasferta | In trasferta | In trasferta | In trasferta | Totale | Totale | Totale | Totale | Totale | Totale | DR  |
| Competizione      | Punti | G       | V       | N       | P       | Gf      | Gs      | G            | V            | N            | P            | Gf           | Gs           | G      | V      | N      | P      | Gf     | Gs     | DR  |
| ----------------- | ----- | ------- | ------- | ------- | ------- | ------- | ------- | ------------ | ------------ | ------------ | ------------ | ------------ | ------------ | ------ | ------ | ------ | ------ | ------ | ------ | --- |
| 2. Bundesliga     | 46    | 19      | 10      | 6       | 3       | 40      | 15      | 19           | 5            | 10           | 4            | 18           | 18           | 38     | 15     | 16     | 7      | 58     | 33     | +25 |
| Coppa di Germania | -     | 1       | 1       | 0       | 0       | 3       | 1       | 1            | 0            | 0            | 1            | 0            | 4            | 2      | 1      | 0      | 1      | 3      | 5      | -2  |
| Totale            | 46    | 20      | 11      | 6       | 3       | 43      | 16      | 20           | 5            | 10           | 5            | 18           | 22           | 40     | 16     | 16     | 8      | 61     | 38     | +23 |

### Andamento in campionato
| Giornata  | 1 | 2 | 3 | 4 | 5 | 6 | 7 | 8 | 9 | 10 | 11 | 12 | 13 | 14 | 15 | 16 | 17 | 18 | 19 | 20 | 21 | 22 | 23 | 24 | 25 | 26 | 27 | 28 | 29 | 30 | 31 | 32 | 33 | 34 | 35 | 36 | 37 | 38 |
| --------- | - | - | - | - | - | - | - | - | - | -- | -- | -- | -- | -- | -- | -- | -- | -- | -- | -- | -- | -- | -- | -- | -- | -- | -- | -- | -- | -- | -- | -- | -- | -- | -- | -- | -- | -- |
| Luogo     | C | T | C | T | C | T | C | T | C | T  | C  | T  | T  | C  | T  | C  | T  | C  | T  | T  | C  | T  | C  | T  | C  | T  | C  | T  | C  | T  | C  | C  | T  | C  | T  | C  | T  | C  |
| Risultato | V | N | V | V | V | N | N | V | V | V  | P  | P  | N  | V  | N  | V  | N  | N  | N  | P  | P  | N  | V  | P  | V  | V  | N  | N  | P  | N  | N  | V  | V  | N  | P  | V  | N  | N  |
| Posizione | 6 | 9 | 4 | 4 | 3 | 2 | 3 | 2 | 1 | 1  | 2  | 2  | 3  | 1  | 2  | 1  | 1  | 3  | 1  | 3  | 3  | 3  | 3  | 4  | 3  | 3  | 4  | 4  | 4  | 4  | 4  | 4  | 3  | 3  | 4  | 3  | 3  | 3  |

Legenda:

Luogo: C = Casa; T = Trasferta. Risultato: V = Vittoria; N = Pareggio; P = Sconfitta.

### Statistiche dei giocatori
| Giocatore     | 2. Bundesliga | 2. Bundesliga | 2. Bundesliga | 2. Bundesliga | Relegation Bundesliga | Relegation Bundesliga | Relegation Bundesliga | Relegation Bundesliga | Coppa di Germania | Coppa di Germania | Coppa di Germania | Coppa di Germania | Totale   | Totale | Totale      | Totale     |
| Giocatore     | Presenze      | Reti          | Ammonizioni   | Espulsioni    | Presenze              | Reti                  | Ammonizioni           | Espulsioni            | Presenze          | Reti              | Ammonizioni       | Espulsioni        | Presenze | Reti   | Ammonizioni | Espulsioni |
| ------------- | ------------- | ------------- | ------------- | ------------- | --------------------- | --------------------- | --------------------- | --------------------- | ----------------- | ----------------- | ----------------- | ----------------- | -------- | ------ | ----------- | ---------- |
| H. Böhmann    | 0             | 0             | 0             | 0             | 0                     | 0                     | 0                     | 0                     | 0                 | 0                 | 0                 | 0                 | 0        | 0      | 0           | 0          |
| B. Eichmann   | 15            | 0             | 1             | 0             | 2                     | 0                     | 0                     | 0                     | 1                 | 0                 | 0                 | 0                 | 18       | 0      | 1           | 0          |
| T. Epp        | 15            | 4             | 5             | 0             | 0                     | 0                     | 0                     | 0                     | 0                 | 0                 | 0                 | 0                 | 15       | 4      | 5           | 0          |
| W. Fuhl       | 36            | 1             | 4             | 0             | 2                     | 0                     | 0                     | 0                     | 2                 | 0                 | 1                 | 0                 | 40       | 1      | 5           | 0          |
| R. Geyer      | 16            | 1             | 0             | 0             | 1                     | 0                     | 0                     | 0                     | 2                 | 0                 | 0                 | 0                 | 19       | 1      | 0           | 0          |
| F. Gothe      | 36            | 1             | 5             | 0             | 0                     | 0                     | 0                     | 0                     | 2                 | 0                 | 0                 | 0                 | 38       | 1      | 5           | 0          |
| E. Hach       | 38            | 3             | 5             | 0             | 2                     | 0                     | 0                     | 0                     | 2                 | 1                 | 0                 | 0                 | 42       | 4      | 5           | 0          |
| M. Hönerbach  | 15            | 1             | 3             | 0             | 2                     | 0                     | 0                     | 0                     | 0                 | 0                 | 0                 | 0                 | 17       | 1      | 3           | 0          |
| N. Jelev      | 33            | 0             | 6             | 0             | 1                     | 0                     | 0                     | 0                     | 2                 | 0                 | 0                 | 0                 | 36       | 0      | 6           | 0          |
| F. Kirchhoff  | 18            | 0             | 0             | 0             | 0                     | 0                     | 0                     | 0                     | 1                 | 0                 | 0                 | 0                 | 19       | 0      | 0           | 0          |
| K. Knoll      | 36            | 4             | 5             | 0             | 0                     | 0                     | 0                     | 0                     | 2                 | 0                 | 0                 | 0                 | 38       | 4      | 5           | 0          |
| M. Krätzer    | 33            | 7             | 4             | 0             | 2                     | 0                     | 0                     | 0                     | 2                 | 0                 | 0                 | 0                 | 37       | 7      | 4           | 0          |
| M. Nushöhr    | 22            | 2             | 3             | 0             | 2                     | 0                     | 0                     | 0                     | 1                 | 0                 | 0                 | 0                 | 25       | 2      | 3           | 0          |
| C. Pförtner   | 34            | 7             | 7             | 0             | 1                     | 0                     | 0                     | 0                     | 2                 | 0                 | 0                 | 0                 | 37       | 7      | 7           | 0          |
| B. Rohrbacher | 0             | 0             | 0             | 0             | 0                     | 0                     | 0                     | 0                     | 0                 | 0                 | 0                 | 0                 | 0        | 0      | 0           | 0          |
| N. Schlegel   | 31            | 6             | 2             | 0             | 2                     | 0                     | 0                     | 0                     | 1                 | 0                 | 0                 | 0                 | 34       | 6      | 2           | 0          |
| L. Schnürer   | 6             | 0             | 0             | 0             | 2                     | 0                     | 0                     | 0                     | 0                 | 0                 | 0                 | 0                 | 8        | 0      | 0           | 0          |
| U. Schröder   | 4             | 0             | 1             | 0             | 0                     | 0                     | 0                     | 0                     | 1                 | 0                 | 0                 | 0                 | 5        | 0      | 1           | 0          |
| A. Spyrka     | 25            | 2             | 3             | 0             | 2                     | 0                     | 0                     | 0                     | 2                 | 0                 | 1                 | 0                 | 29       | 2      | 4           | 0          |
| S. Straub     | 0             | 0             | 0             | 0             | 0                     | 0                     | 0                     | 0                     | 0                 | 0                 | 0                 | 0                 | 0        | 0      | 0           | 0          |
| G. Szesni     | 0             | 0             | 0             | 0             | 0                     | 0                     | 0                     | 0                     | 0                 | 0                 | 0                 | 0                 | 0        | 0      | 0           | 0          |
| A. Wahlen     | 38            | 0             | 0             | 0             | 2                     | 0                     | 0                     | 0                     | 2                 | 0                 | 0                 | 0                 | 42       | 0      | 0           | 0          |
| T. Yeboah     | 37            | 17            | 5             | 0             | 2                     | 1                     | 0                     | 0                     | 1                 | 2                 | 0                 | 0                 | 40       | 20     | 5           | 0          |